# 國立臺灣文學館
國立臺灣文學館，是中華民國文化部所屬機構，也是臺灣首座國家級文學博物館。為傳承1921年蔣渭水等先賢「臺灣文化協會」之成立精神，於2003年10月17日開館營運。國立臺灣文學館以蒐藏、保存、研究、展示及推廣臺灣文學為核心任務，亦是臺灣文學與世界文學交流的重要據點。
國立臺灣文學館典藏文物數量，根據官網統計至2023年5月統計已達約13萬件。這些館藏文物見證了臺灣文化的發展軌跡，也成為研究臺灣文學的核心線索。依據《文化資產保存法》規定，博物館所藏的文物被指定為重要古物者，截至2017年計有12組(182件)，包含：洪棄生《寄鶴齋乙未以後披晞集》手稿本、《寄鶴齋集》手稿本、《寄鶴齋詩草乙未以前謔蹻集》手稿本、臺灣の歌謠と名著物語、張深切徒步旅行之名人題字錄、蔡培火Chàp-hāng Kóan-kiàn (十項管見)、劉吶鷗日記(1927)、《南溟樂園》第四號、《臺灣新民報》（1933年5月至11月日刊）、楊逵《模範村》手稿、風車3、「臺灣文藝聯盟本部」木匾。
博物館建築於2003年11月10日公告指定為國定古蹟。其前身為原臺南州廳，為日治時期臺灣總督府民政部土木局營繕課建築師森山松之助設計，1916年5月20日完工搬遷，落成啟用。起初為日治時期臺南廳的廳舍，1920年9月臺南廳改制為臺南州，「臺南市役所」亦在此辦公。第二次世界大戰時州廳遭美軍轟炸，原法國馬薩式屋頂、衛塔屋頂及木構造部分幾乎全毀。戰後稍經整修後曾作為「空軍供應司令部」，後成為臺南市政府廳舍。1999年3月啟動修護及增建工程，2003年1月完工，作為國立臺灣文學館館舍，並為臺灣「古蹟再利用」之官方建築的重要案例。

## 歷史沿革
臺灣經過史前時期、荷西時期、明鄭時期、清治時期、日治時期、到二戰後至今，不同世代交替的過程中，已累積豐富多元的文學作品。為能完整典藏、研究、展示、及推廣臺灣文學資產，在臺灣文化界人士的極力奔走之下，催生了臺灣首座國家級的文學博物館「國立臺灣文學館」。
1990年11月，行政院文化建設委員會（今文化部）召開「全國文化會議」，學者專家呼籲建立臺灣文學資料典藏及研究之權威機構。1991年，文化建設委員會於國家建設六年計畫提出籌建「現代文學資料館計畫」草案，報請行政院鑒核；1992年4月21日，行政院原則同意。文化建設委員會遂籌組館舍籌建地點評選小組，並經臺南市政府於1992年12月18日函覆同意，最後選定臺南市政府舊址（原臺南州廳）為籌建地點。1994年因政策調整，行政院指示文化建設委員會將「現代文學館」、「視聽藝術資料館」、「文化資產研究所」併入「籌設文化資產保存研究中心計畫」，並以「現代文學館」取得之原臺南州廳作為「文化資產保存研究中心」之籌建地點。後因文學界憂心原「現代文學館」因合併規劃成為「文化資產保存研究中心」之「文學史料組」，不利於文學之推動發展，經立法院委員會、公聽會討論，以及文化建設委員會邀請專家學者研究諮詢，於1998年3月26日文化建設委員會擬具「『籌設文化資產保存研究中心計畫』籌設內容與組織架構修正計畫」報請行政院鑒核，同年12月15日行政院函復同意將「文學史料組」提升為「國家文學館」。2003年10月8日經行政院院會通過，更名為「國家臺灣文學館」。
1996年8月8日，「文化資產保存研究中心籌備處」正式掛牌，負責籌設工作。同年10月1日，原省轄臺南市政府遷至安平區五期重劃區新址（今永華市政中心），原址之鑽探工程於11月4日開工，工地開始運作。1999年3月展開修護與增建工程，2003年1月完工。 2003年10月17日「國家臺灣文學館」正式開館，並於2007年8月15日以中央四級機構設置，正式定名為「國立臺灣文學館」。 2021年10月17日升格為中央三級機構。

### 大事記
- 1996年8月8日，「國立文化資產保存研究中心籌備處」正式掛牌，負責籌設工作。[9]
- 1999年3月至2003年1月：行政院文化建設委員會執行原臺南州廳之修護及增建工程。[9]
- 2003年10月17日，「國家臺灣文學館」揭幕開館。依據《國家臺灣文學館籌備處暫行組織規程》（2004-03-19發布施行，2007-08-13廢止）[13]，營運行政單位為「國家臺灣文學館籌備處」。[11]
- 2007年8月15日，改以中央四級機構設置，定名為「國立臺灣文學館」。[11]
- 2009年7月19日︰國立臺灣文學館入館第一百萬參觀人次誕生。[14][15]
- 2014年7月31日，位於臺北市濟南路二段25、27號的齊東街日式宿舍，由國立臺灣文學館成立「齊東詩舍」。[16][17]
- 2016年：原臺南州廳建築落成100週年。[7]
- 2021年1月18日︰齊東詩舍轉型為「臺灣文學基地」。基地園區內包含7棟歷史建物，占地達350坪。[18][19]
- 2021年5月11日，立法院三讀通過《國立臺灣文學館組織法》。[20][21]10月17日，新組織法施行後升格為中央三級機構，同日為國立臺灣文學館18週年館慶，亦是臺灣文化協會成立100週年。[12]
- 2022年4月1日，時任台南市長黃偉哲於台南言論自由日10周年舉行「2022台南市言論自由日暨湯德章大道揭牌儀式記者會」，將國立臺灣文學館前道路更名為湯德章大道，並為「湯德章大道1號」揭牌。[22]
- 2023年3月18日，湯德章公園至忠義路口段的中正路正式更名為湯德章大道。
- 2025年6月6日，於臺北市歷史建築糧食局倉庫（距離臺灣文學基地500公尺）成立「台灣文學糧倉」。[23]

## 歷任首長
2003年10月17日正式以「國家台灣文學館籌備處」組織型態開館營運，林瑞明為首任籌備處主任。2007年8月15日以中央四級機構設置，改名「國立臺灣文學館」，歷任館長計6位（截至2022年9月30日）。

### 籌備處主任
| 姓名   | 就職時間       | 卸任時間      | 備註                       |
| ------ | -------------- | ------------- | -------------------------- |
| 林瑞明 | 2003年10月17日 | 2005年8月31日 | 開館首任                   |
| 吳麗珠 | 2005年9月1日   | 2007年3月9日  | 副主任代理                 |
| 吳密察 | 2007年3月9日   | 2007年8月15日 | 國立臺灣歷史博物館館長兼代 |

### 館長
| 姓名   | 就職時間      | 卸任時間      |
| ------ | ------------- | ------------- |
| 鄭邦鎮 | 2007年8月15日 | 2010年2月1日  |
| 李瑞騰 | 2010年2月1日  | 2014年1月27日 |
| 翁誌聰 | 2014年1月27日 | 2015年7月31日 |
| 陳益源 | 2015年7月31日 | 2016年7月31日 |
| 廖振富 | 2016年9月1日  | 2018年7月31日 |
| 蘇碩斌 | 2018年10月1日 | 2022年9月30日 |
| 林巾力 | 2022年10月1日 | 2024年7月31日 |
| 陳瑩芳 | 2024年7月31日 | 現任          |

## 建築及空間概述

### 建築特色

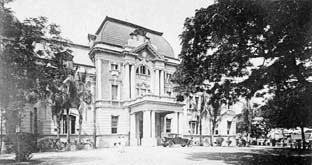
日治時期的臺南州廳

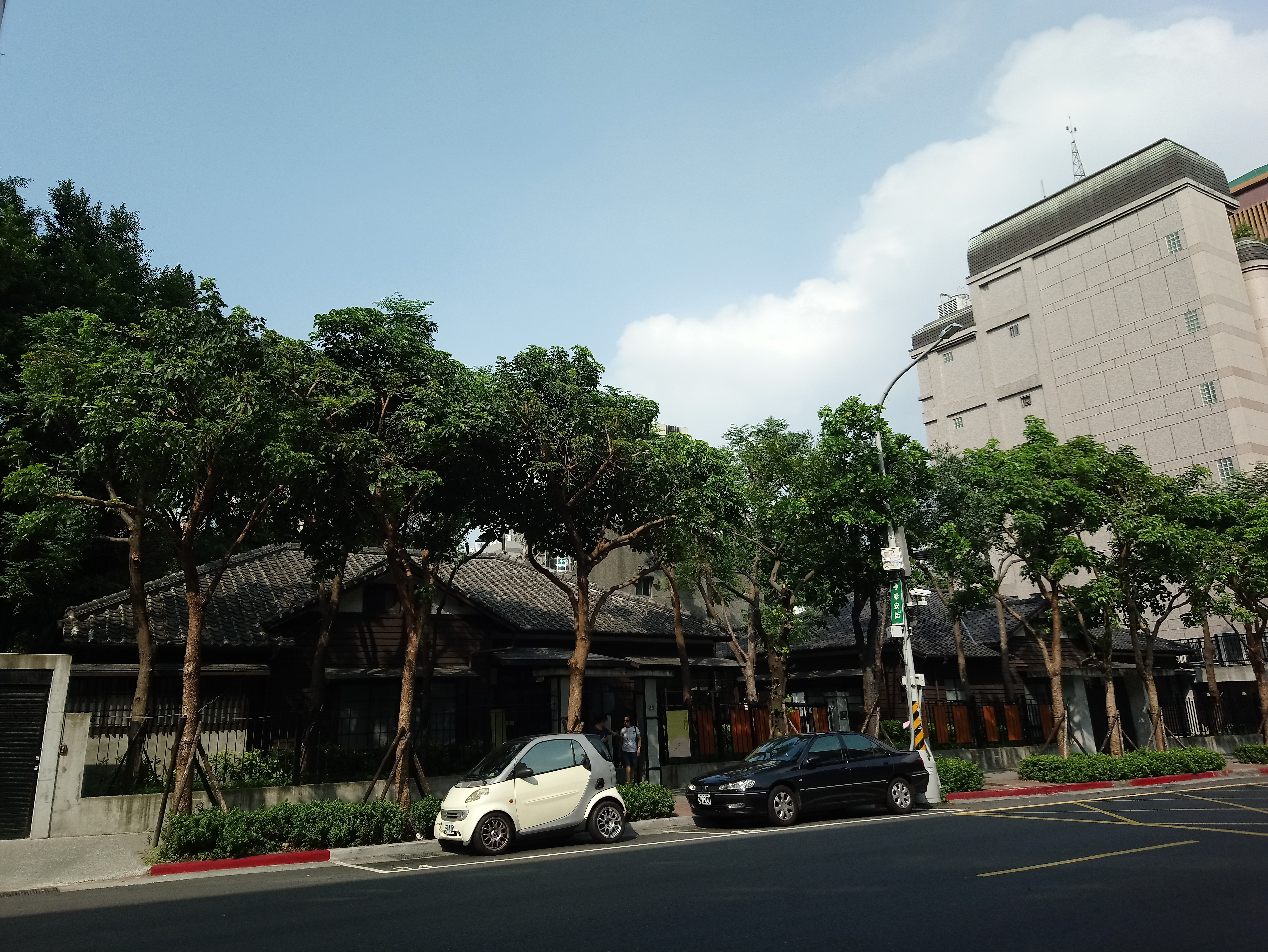
臺灣文學基地

國立臺灣文學館館舍為古蹟修復再利用，透過建築設計將國定古蹟原臺南州廳及新建部分相互結合，成為地上二層、地下三層之建築。
古蹟建築為日治時期臺灣總督府民政部土木局營繕課建築師森山松之助設計，起初為日治時期臺南廳的廳舍，1920年臺南廳改制為臺南州（包括今雲林縣、嘉義縣、嘉義市、臺南市）的州廳，以面向大正公園（今湯德章紀念公園）為主出入口，地址為幸町一丁目，另外「臺南市役所」亦共同在此辦公，以面向幸町通（今南門路）為主出入口。第二次世界大戰時州廳遭美軍以燒夷彈擊中，原法國馬薩式屋頂、衛塔屋頂、及木構造部分接近全毀。戰後稍經整修將屋頂改為兩坡式，曾作為「空軍供應司令部」，後來成為臺南市政府廳舍。
在建築師陳柏森的主持之下，以「尊重古蹟、延伸歷史記憶空間、穿越歷史、新舊空間對話、地域性與移植性對話」等理念進行「原臺南州廳古蹟修復」及「空間增建與再利用」兩部分的工程。古蹟部分在經過整修後，大致恢復日治時期舊貌，並以「原臺南州廳」之名列入國定古蹟。戰後增建部分因老舊破損予以拆除，並改建為地上二層、地下三層的新建築，因鄰近臺南孔子廟且為尊重歷史記憶，新建築之量體及高度均躲藏於古蹟建築之後，原古蹟內側迴廊及外牆轉變為室內空間，和新建築相對且設有天窗作為自然採光，動線上不論是文學館正門或南門路文資中心出入口，都必須經過古蹟部分進入新建築空間。

### 空間設備
| 樓層     | 展覽空間          | 其它設施                                                                                  |
| -------- | ----------------- | ----------------------------------------------------------------------------------------- |
| 二樓     | 展覽室 E          | 演講廳、行政區                                                                            |
| 一樓     | 展覽室 A、B、C、D | 服務台、藝文大廳、文學沙龍、藝文商店、文學咖啡坊 （页面存档备份，存于）、演講廳、哺集乳室 |
| 地下一樓 |                   | 國際會議廳、圖書室、兒童樂園                                                              |

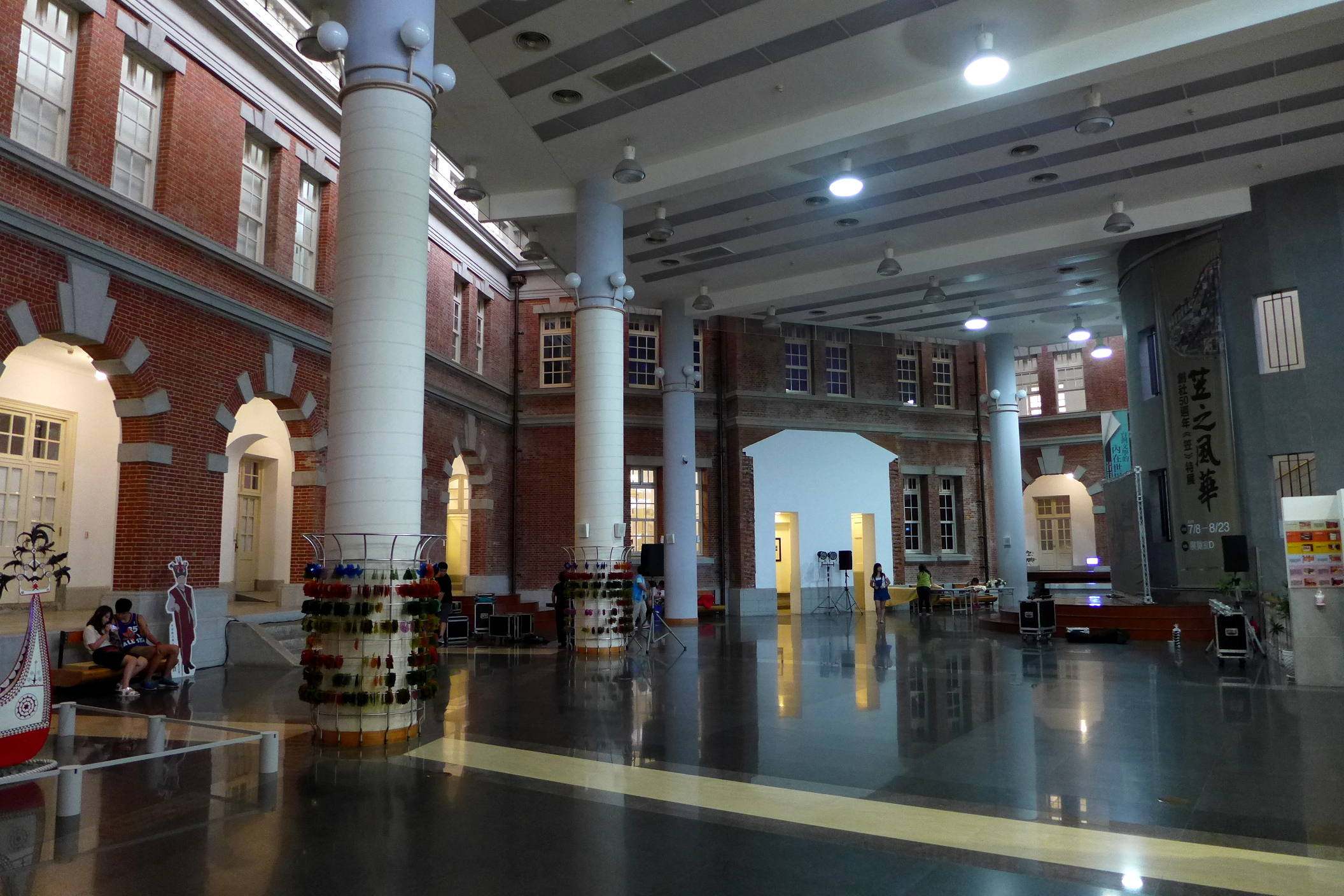
藝文大廳
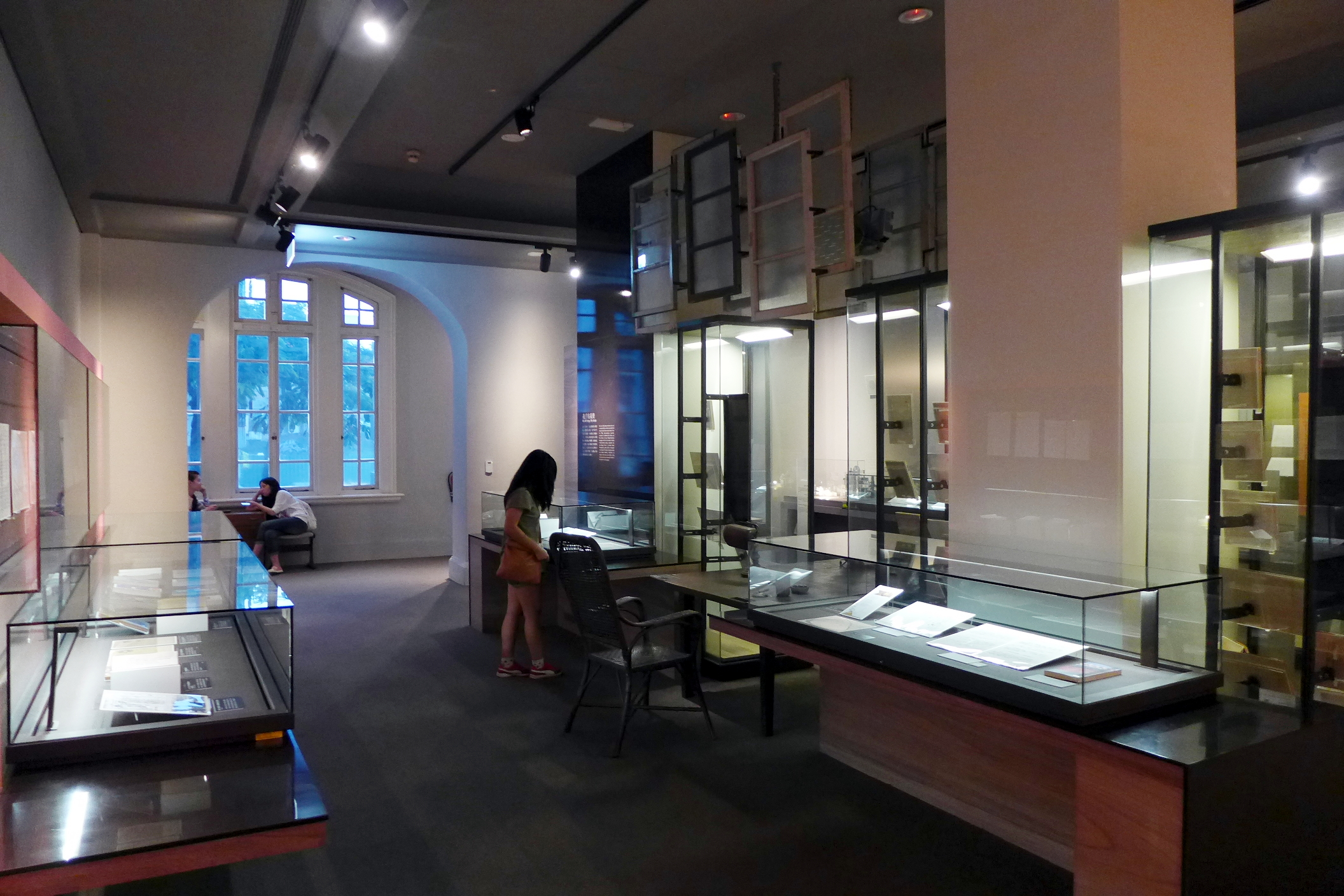
1樓展覽室A
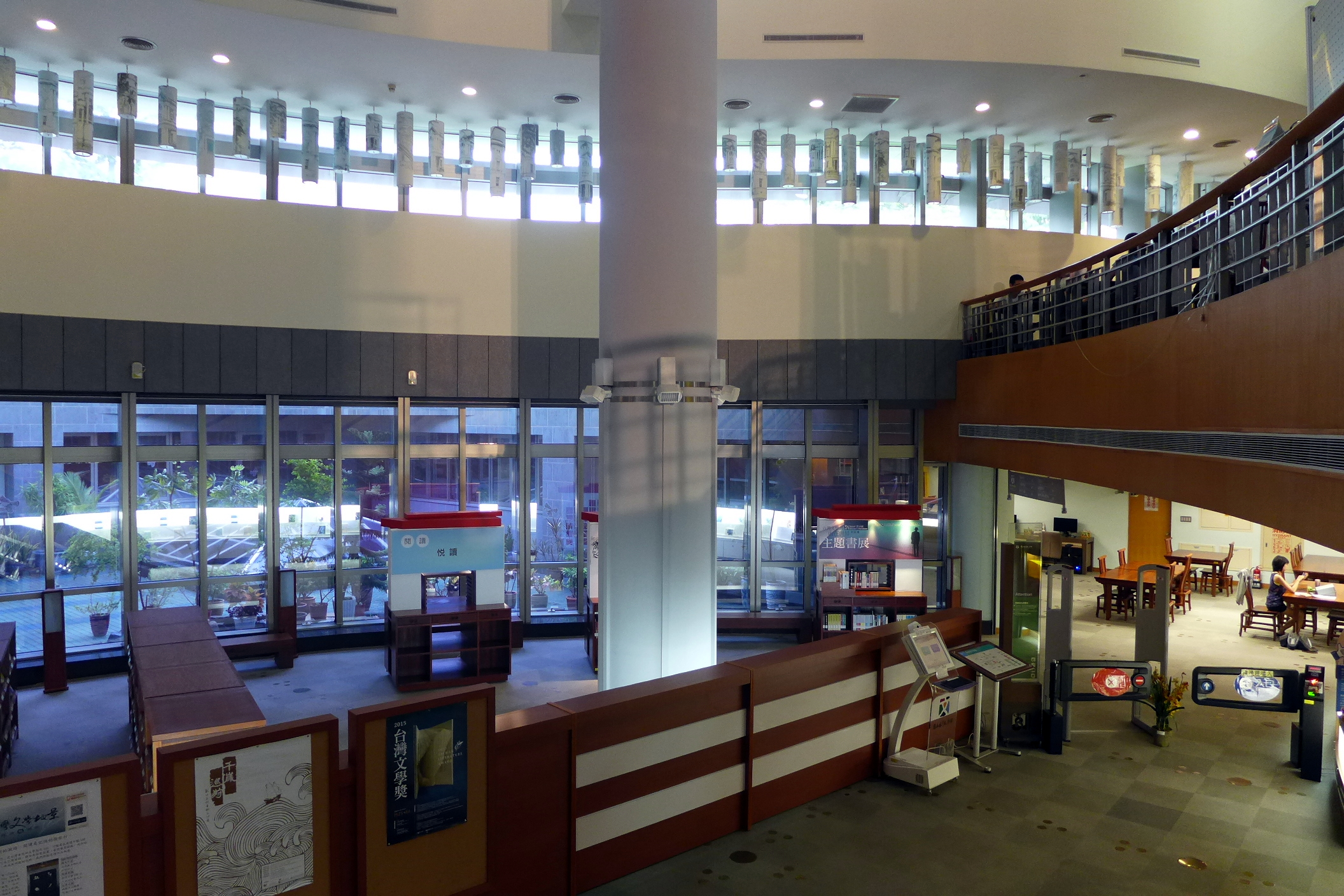
B1樓層圖書室

## 外部連結
- （繁體中文）（英文）（日語）國立臺灣文學館（页面存档备份，存于）
- 國立臺灣文學館的Facebook專頁
- 國立臺灣文學館的Instagram帳戶
- 國立臺灣文學館的文學影音館
- 國立臺灣文學館臺灣文學基地 （页面存档备份，存于） (英文) （页面存档备份，存于） (日語) （页面存档备份，存于）
- 國立臺灣文學館臺灣文學基地的Facebook專頁 （页面存档备份，存于）
- 國立臺灣文學館的臺灣文學虛擬博物館 （页面存档备份，存于） (英文) （页面存档备份，存于）
- 國立臺灣文學館的臺灣文學區域主題平台 （页面存档备份，存于） (英文) （页面存档备份，存于）
- 國立臺灣文學館的文物典藏查詢系統 （页面存档备份，存于）
- 國立臺灣文學館的臺灣文學外譯房 （页面存档备份，存于） (英文) （页面存档备份，存于）

22°59′31″N 120°12′17″E / 22.991993°N 120.204712°E